# ان‌جی‌سی ۳۵۰۱
ان‌جی‌سی ۳۵۰۱ (انگلیسی: NGC 3501) نام یک کهکشان مارپیچی در صورت فلکی شیر است.